# Chiesa di San Rocco (Borgo San Giacomo)
La chiesa di San Rocco, detta anche della Madonna del Rosario, è un edificio di culto cattolico nel comune italiano di Borgo San Giacomo, in provincia e diocesi di Brescia; fa parte della zona pastorale della Bassa Occidentale.

## Storia
La chiesa di San Rocco, nella sua struttura attuale, fu costruita attorno al 1520, in adempimento ad un voto popolare fatto in occasione dell’epidemia di peste del 1515 seguita all’invasione del territorio bresciano da parte delle truppe francesi e spagnoli. Non è invece verificata la congettura, sollevata dall'arciprete di Borgo San Giacomo Luigi Bodini, di una sua origine risalente alla fine del XV secolo, come adempimento ad un voto fatto in occasione della peste del 1476-79.
Il terreno su cui sorge l’edificio venne donato dalla nobildonna Beatrice Lana, che aveva delle proprietà anche in Gabiano (antico nome di Borgo San Giacomo), mentre la nobile famiglia locale dei Marcandoni offrì i mezzi finanziari per l'edificazione della chiesa. In seguito il "patronato" sulla chiesa passò alla famiglia dei Canipari, che mantennero il ruolo sino all'estinzione della casata, nel XIX secolo, e per questa ragione nell'edificio si trova la tomba di famiglia (a partire dal 1588). Siccome molti esponenti di questo casato divennero frati domenicani, nei quadri e negli affreschi che ornarono la chiesa sono raffigurati alcuni santi appartenenti a quell'ordine.
Fino alla fine del Seicento nella chiesa erano presenti due altari: quello principale, dedicato a san Rocco, e l'altare del Santissimo Rosario, sul lato destro della chiesa. Ad essi si aggiunse, dalla metà del XVII secolo, un altare dedicato a san Nicola da Tolentino sulla sinistra. Fino ai lavori di ampliamento l'intero edificio doveva apparire interamente affrescato.
Durante il XVIII secolo subì lavori di ampliamento nella zona del presbiterio. In quella occasione si inserì un nuovo altare maggiore, dedicato alla Madonna del Rosario. Fu inoltre completato il sagrato. 
Nel 1938 vennero rimosse le cantorie, e nel corso del XX secolo si rinvennero gli affreschi originali, del XVI secolo.

## Descrizione

### Esterno
L'edificio, orientato a sud-ovest, è a pianta rettangolare. La facciata ha una struttura a capanna coronata da un frontone spezzato e fiancheggiata da lesene doriche. Il portale architravato fu realizzato in marmo di Botticino, è sormontato da un arco spezzato al centro da una nicchia contenente una statua che raffigura la Madonna con il Bambino realizzata dalla scuola di Santo Calegari il Vecchio. Completano l'insieme un rosone polilobato sovrastante l'ingresso e due finestroni rettangolari ai suoi lati. 
Il campanile si trova a ridosso del lato est della fabbrica, tra l'aula e il presbiterio. Coevo alla struttura, si presenta come una torre a base quadrata sormontata da una guglia conica. Nel 1904 furono posizionate le 5 campane ancora oggi presenti, realizzate dalla ditta Barigozzi di Milano e dedicate rispettivamente alla Madonna del Rosario, a san Rocco, a san Gaetano di Thiene, a san Carlo Borromeo e a san Francesco d'Assisi.

### Interno
L'interno, si presenta a navata unica, conclusa dal presbiterio e da un'abside semicircolare. L'aula è scandita dalle otto cappelle laterali (quattro sul lato destro e quattro sul sinistro) e conclusa superiormente da un cornicione, leggermente aggettante, che ne percorre interamente il perimetro interno. Sulle pareti della navata si sono rinvenuti affreschi risalenti al Cinquecento e al Seicento, mentre l'abside è decorato con false prospettive. 
L'altare maggiore è della fine del XVIII secolo. La nicchia centrale custodisce la statua in legno raffigurante la Madonna del Rosario, di cui la testa, le mani e il Bambino furono realizzati nel 1747 da un certo Giovan Battista Carboni, mentre attorno agli anni '30 del XX secolo si rifece il corpo della Vergine, decorato a motivi floreali. Lo scettro nella mano destra della Madonna e le due corone (in metallo argentato) sono invece di fattura ottocentesca. Sull'altare si trova inoltre un quadro settecentesco raffigurante "I 15 misteri del Rosario" e realizzato in olio su lamiera. 
Ai lati dell'altare si trovano due edicole destinate a portare le reliquie di san Carlo Borromeo e della SS. Croce, mentre nella pavimentazione del presbiterio si trovano la tomba dei Canipari, sulla destra, e della famiglia di Andrea de' Zenari, sulla sinistra. Sempre sulle pareti laterali, si trovano due quadri del Seicento raffiguranti san Gottardo (a sinistra) e sant'Antonio da Padova (a destra). L'altare post-conciliare fu posto negli anni '70, riutilizzando le balaustre marmoree (che in quello stesso periodo furono rimosse) e ponendo su di esse una tavola lignea. 
L'altare di sinistra, originariamente dedicato a san Nicola da Tolentino, dal 1773 fu ridedicato a san Gaetano da Thiene. Risalente alla prima metà del XVIII secolo, custodisce la pala che raffigura una Vergine di fronte al Redentore con i SS. Gaetano da Thiene e Nicola da Tolentino, olio su tela di fattura seicentesca. 
L'altare di destra è invece dedicato a san Rocco, dopo che dal Settecento la chiesa fu dedicata anche alla Madonna del Rosario, ed è composto di parti realizzate nel XVII secolo e parti invece apposte nel secolo successivo. La pala d'altare rappresenta La Madonna con Bambino tra i Santi Rocco, Carlo Borromeo e Vincenzo Ferreri, opera del 1740 realizzata da Domenico Romani. La cappella è "incorniciata" da un ciclo di piccoli affreschi seicenteschi raffiguranti la vita di Vincenzo Ferreri, frate domenicano (ordine di cui molti esponenti dei Canipari furono membri).  
Alla seconda metà del XX secolo risalgono invece i due quadri, posti in due nicchie laterali, raffiguranti san Camillo de Lellis e san Giovanni Bosco. Vi sono poi due ex voto, risalenti alla seconda metà del Settecento. 